# Medal of Honor (videojuego)
Medal of Honor (En español Medalla de Honor) es el primer videojuego de la serie homónima, publicado el 10 de noviembre del año 1999 para la consola PlayStation. La historia fue escrita por el director y productor de cine Steven Spielberg.

## Desarrollo
Según Michael Giacchino, en Medal of Honor, Jimmy Patterson (el protagonista) es representado por dos grandes temas distintos entre sí, el tema Medal of Honor principal, y su propio tema más personal que fue usado durante los momentos más difíciles de su viaje.
Medal of Honor fue escrito y producido por Peter Hirschmann. Dale Dyle sirvió de asesor militar para el videojuego, y a menudo sometió al personal de producción al mismo entrenamiento de combate que había recibido el elenco de Saving Private Ryan.

## Jugabilidad
En Medal of Honor, el jugador asume el rol del teniente Jimmy Patterson, un recluta de la Oficina de Servicios Estratégicos. El videojuego se desarrolla próximo al final de la Segunda Guerra Mundial (entre la mitad de 1944 y la mitad de 1945). La meta principal del videojuego es cumplir objetivos, como destruir posiciones enemigas y matar a las fuerzas alemanas en el proceso.
Medal of Honor también incluye un modo deathmatch de pantalla dividida, enfrentado a dos jugadores entre sí en distintos mapas. Los jugadores también pueden desbloquear varios personajes secretos luego de completar el videojuego o mediante trucos. Algunos de estos personajes secretos incluyen José Rizal, William Shakespeare e incluso personajes extraños como un perro o un velociraptor.

## Recepción
Medal of Honor recibió críticas muy positivas, con un promedio de 92 de 100 en Metacritic. El juego fue muy elogiado por su jugabilidad, gráficos, la inteligencia artificial de los enemigos y el diseño de los niveles. Otro aspecto muy elogiado fue la banda sonora.
Medal of Honor es considerado como uno de los mejores videojuegos de disparos para videoconsolas, y dio lugar a varias secuelas, aunque ninguna de ellas fue tan elogiada como el original. IGN lo posicionó en el puesto 21 de su lista de los "Mejores Videojuegos de Todos los Tiempos" para la videoconsola PlayStation.

## Etapas y misiones
El juego tiene 7 etapas y 24 misiones, las cuales se dividen de la siguiente manera:
Etapa 1 Rescue the G3 officer Patterson, recientemente reclutado por la O.S.S, es lanzado en paracaídas en lo profundo de la Francia ocupada, a la vez que los aliados desembarcaban en Normandía. Su primer objetivo es la de rescatar a un agente G3 que fue derribado con su avión mientras realizaba una misión de reconocimiento. Sin embargo, este agente también llevaba documentación importante. De no encontrarlo con vida, Patterson debe recuperar estos importantes documentos y escapar.
- Misión 1: Find the downed plane (Encontrar el avión derribado)
- Misión 2: Search the town (Buscar en la ciudad)
- Misión 3: Sewer Chase (Persecución por la alcantarilla)

Etapa 2 Destroy the mighty railgun Greta Después de su éxito en su primera misión, la O.S.S. quedó satisfecho con los resultados de Patterson. Su siguiente tarea es la de localizar y destruir el cañón ferroviario Greta. Este cañón tiene como objetivo el Reino Unido y cuya destrucción ha sido imposible por los bombarderos aliados, debido a que los alemanes lo esconden bien. Para lograrlo, Patterson debe infiltrarse en la cercana estación de trenes, disfrazado de oficial alemán, y recorrer las vías defendidas por los alemanes que llevan al cañón Greta a pie.
- Misión 1: Sneak into the rail station (Colarse en la estación)
- Misión 2: Find the gift package (Encontrar el regalo)
- Misión 3: Rail canyon (Cañón de riel)
- Misión 4: Meeting Greta (Conociendo a Greta)

Etapa 3 Scuttle das boot U-4901 La O.S.S. descubre el diseño de un nuevo submarino diseñado por la armada nazi. Éste submarino es mucho más silencioso y cuenta con un mayor alcance. lo que supone una grave amenaza para los aliados. Patterson es enviado a destruir el submarino. Similar a la misión anterior, se infiltra en un buque mercante Wolfram, uno de los mayores buque alemanes. Patterson debe sabotear este mercante y entrar al astillero de Dachsmag, donde se piensa que está el prototipo del nuevo submarino. Una vez dentro del astillero, Patterson debe abrirse camino a través del complejo en busca de los planos y especificaciones del motor para saber su punto débil. Luego, debe encontrar el prototipo U-4901 en el dique seco, entrar en el y esperar a que zarpe. Al estar mar adentro, Patterson debe neutralizar el U-Boat, destruyendo controles y radios, obligando a que el submarino suba a la superficie. Por último, Patterson instala los explosivos y huye en el buque británico Belfast.
- Misión 1: Escape the Wolfram (Huida del Wolfram)
- Misión 2: The rooftops of Dachsmag (Los tejados de Dachsmag)
- Misión 3: The hunter's den (La cueva del cazador)
- Misión 4: Dive! (¡Zambullida!)

Etapa 4 Attack impenetrable fort Schmerzen A principios de septiembre de 1944, los Aliados ya liberar gran parte del territorio de Francia. Con la inminente invasión a Alemania, hay una amenaza aún mayor: el Fuerte Schmerzen. Los alemanes estacionaron un escuadrón de bombarderos en picado Stuka fuera de la fortaleza, haciendo más peligroso el avance aliado. El Coronel Hargrove encomienda la tarea a Jimmy Patterson para penetrar en la base y recabar información, además de sabotear el fuerte y, en lo posible, destruirlo.
- Misión 1: The Siegfried forest (Bosque de Siegfried)
- Misión 2: Officer’s quarters (Los cuarteles generales del oficial)
- Misión 3: Mustard gas production (Producción de gas mostaza)

Etapa 5 Sabotage the Rjukan hydro plant Varios meses después de su exitoso asalto al Fuerte Schmerzen, Patterson vuelve a ser llamado por la O.S.S. y es enviado a Noruega, aún ocupada por los nazis. La O.S.S. posee información confidencial de que los alemanes están realizando experimentos con Agua Pesada y es su deber detener su producción, en la planta hidroeléctrica de Rjukan.
- Misión 1: The roaring penstocks (El rugido de los conductos forzados)
- Misión 2: Generator of destruction (Generador de destrucción)
- Misión 3: Betrayal in the Telemark (Traición en Telemark)
- Misión 4: Heavy water (Agua pesada)

Etapa 6 Capture the secret German treasure La O.S.S. se entera de que los alemanes han llevado tesoros y arte de valor histórico provenientes de toda Europa a una mina de sal en Austria, cerca de Merker. Los nazis tienen planes para demoler la mina con todos estos tesoros históricos dentro. La O.S.S. encomienda a Patterson el objetivo de evitar la demolición, desarmando los explosivos, neutralizando el personal alemán de ingenieros y rescatando las obras más importantes.
- Misión 1: Montain pass (Desfiladero)
- Misión 2: Merker’s upper mine (Mina Merker)
- Misión 3: Treasure caverns (Las cavernas del tesoro)

Etapa 7 Escape the V2 rocket plant En los meses finales de la guerra, los alemanes han lanzado exitosamente el Cohete V2, un misil balístico de largo alcance que tiene como objetivo ciudades europeas como Londres o incluso contra los países recientemente liberados. Patterson es enviado por última vez en lo profundo de Alemania para acabar con esta potencial amenaza. Para ello, debe infiltrarse en un largo complejo, donde se produce este cohete. Patterson debe asegurarse de destruir los planos de dicha arma, sus controles y su plataforma de lanzamiento.
- Misión 1: Buzz bomb assembly (Montaje de la bomba)
- Misión 2: Vengeance production (Producción de venganza)
- Misión 3: Gottёrdämmerung (Gottёrdämmerung)

## Recepción
Medal of Honor recibió un premio de ventas "Oro" otorgado por la Asociación de Editores de Software de Entretenimiento y Ocio (ELSPA), lo que indica ventas de al menos 200,000 copias en el Reino Unido.
El juego recibió "aclamaciones críticas" según la página de reseñas de videojuegos Metacritic. Esto se debió a que los críticos alababan su juego, sus gráficos, su IA enemiga, su diseño de nivel y su banda sonora. Gamepro le dio al juego un gran respeto al decir que "este juego de disparos de la Segunda Guerra Mundial presenta algunas de las acciones de la acción en primera persona más tensas jamás entregadas en la PlayStation". También dijeron: "Sin lugar a dudas, el soldado estelar de Medal lo convierte en uno de los títulos más importantes del año y el juego que se debe tener". PSM declaró que el juego era "Un juego extraordinario sin igual en la Playstation".
En el último número de la revista oficial del Reino Unido de la PlayStation, el juego fue elegido como el octavo mejor juego de todos los tiempos. IGN clasificó el juego como el #21 en su lista del "Top de 25 juegos de todos los tiempos" para la consola PlayStation.